# Бокошейные черепахи
Бокошейные черепахи (лат. Pleurodira) — подотряд черепах, насчитывающий около 50 видов. Бокошейные черепахи отличаются от остальных черепах прежде всего строением шеи. Позвонки шейного отдела несут очень длинные поперечные отростки, к которым крепятся сильные мышцы, сгибающие шею в горизонтальной плоскости. При втягивании внутрь панциря шея не изгибается вертикально, как у скрытошейных черепах, а поворачивается и закладывается под панцирь вбок, так что голова прижимается к основанию левой или правой передней конечности.
Во внутреннем строении главным отличием бокошейных черепах является сращивание тазовых костей со спинным и брюшными щитами. Из внешних признаков можно отметить также, что пластрон покрыт 13 роговыми щитками — всегда хорошо заметен непарный горловой щиток.
Все современные виды этого подотряда ведут водный образ жизни. Бокошейные черепахи населяют Австралию, Новую Гвинею, Африку, Мадагаскар и Южную Америку.

## Классификация
- Семейство Пеломедузовые (Pelomedusidae)
  - Род Мадагаскарские щитоногие черепахи (Erymnochelys)
  - Род Щитоногие черепахи (Podocnemis)
  - Род Гвианские щитоногие черепахи (Peltocephalus)
- Семейство Змеиношейные (Chelidae)
  - Род Лягушковые черепахи (Batrachemys)
  - Род Змеиношейные черепахи (Chelodina)
  - Род Матаматы (Chelus)
  - Род Короткошейные черепахи (Emydura)
  - Род Элсеи (Elseya)
  - Род Гидромедузы (Hydromedusa)
  - Род Жабоголовые черепахи (Phrynops)
  - Род Плоские черепахи (Platemys)
  - Род Болотные жабьи черепахи (Pseudemydura)
  - Род Реодитесы (Rheodytes)
  - Род Elusor

Ископаемые виды:
- Семейство: Bothremydidae
  - Acleistochelys maliensis — ископаемая черепах жившая на территории Мали около 60 млн лет назад. Была описана в 2007 году на основе частичного скелета (череп, в том числе частичные фрагменты нижней челюсти, обе задние части крыши черепа).[2]
  - Chupacabrachelys complexus — вид ископаемых черепах живших на территории штата Техас, США около 80 млн лет назад. Был описан в 2010 году на основе частичного скелета (череп, нижняя челюсть)[3].
- Семейство: Podocnemididae
  - Carbonemys cofrinii — вид ископаемых черепах, известных из палеоценовых отложений в формации Cerrejón в Колумбии.
- Семейство: Proterochersidae
  - Proterochersis robusta — вид ископаемых черепах описанный на основе частичной оболочки (внутренняя форма карапакса, а также частичный пластрон)[4].